# (2095) Parsifal
(2095) Parsifal es un asteroide perteneciente al cinturón de asteroides descubierto por Ingrid van Houten-Groeneveld, Cornelis Johannes van Houten y Tom Gehrels el 24 de septiembre de 1960 desde el observatorio del Monte Palomar, Estados Unidos.

## Designación y nombre
Parsifal fue designado al principio como 6036 P-L.
Más tarde se nombró por Perceval, uno de los legendarios caballeros de la Mesa Redonda.

## Características orbitales
Parsifal orbita a una distancia media del Sol de 2,641 ua, pudiendo acercarse hasta 2,611 ua y alejarse hasta 2,671 ua. Su inclinación orbital es 3,585° y la excentricidad 0,01134. Emplea en completar una órbita alrededor del Sol 1567 días.